# 2755 Авіценна
2755 Авіце́нна (2755 Avicenna) — астероїд головного поясу, відкритий 26 вересня 1973 року.
Тіссеранів параметр щодо Юпітера — 3,253.